# Carl August Liner
Carl August Liner (né le 8 juin 1871 à Saint-Gall et mort le 20 mars 1946 à Appenzell) est un artiste-peintre suisse. Il est le père de Carl Walter Liner.

## Biographie
- Notices d'autorité :   - VIAF
  - ISNI
  - LCCN
  - GND
  - Italie
  - WorldCat
- Ressources relatives aux beaux-arts :   - Bénézit
  - Musée d'Orsay
  - RKDartists
  - SIKART
  - Union List of Artist Names